# Monte Musinè

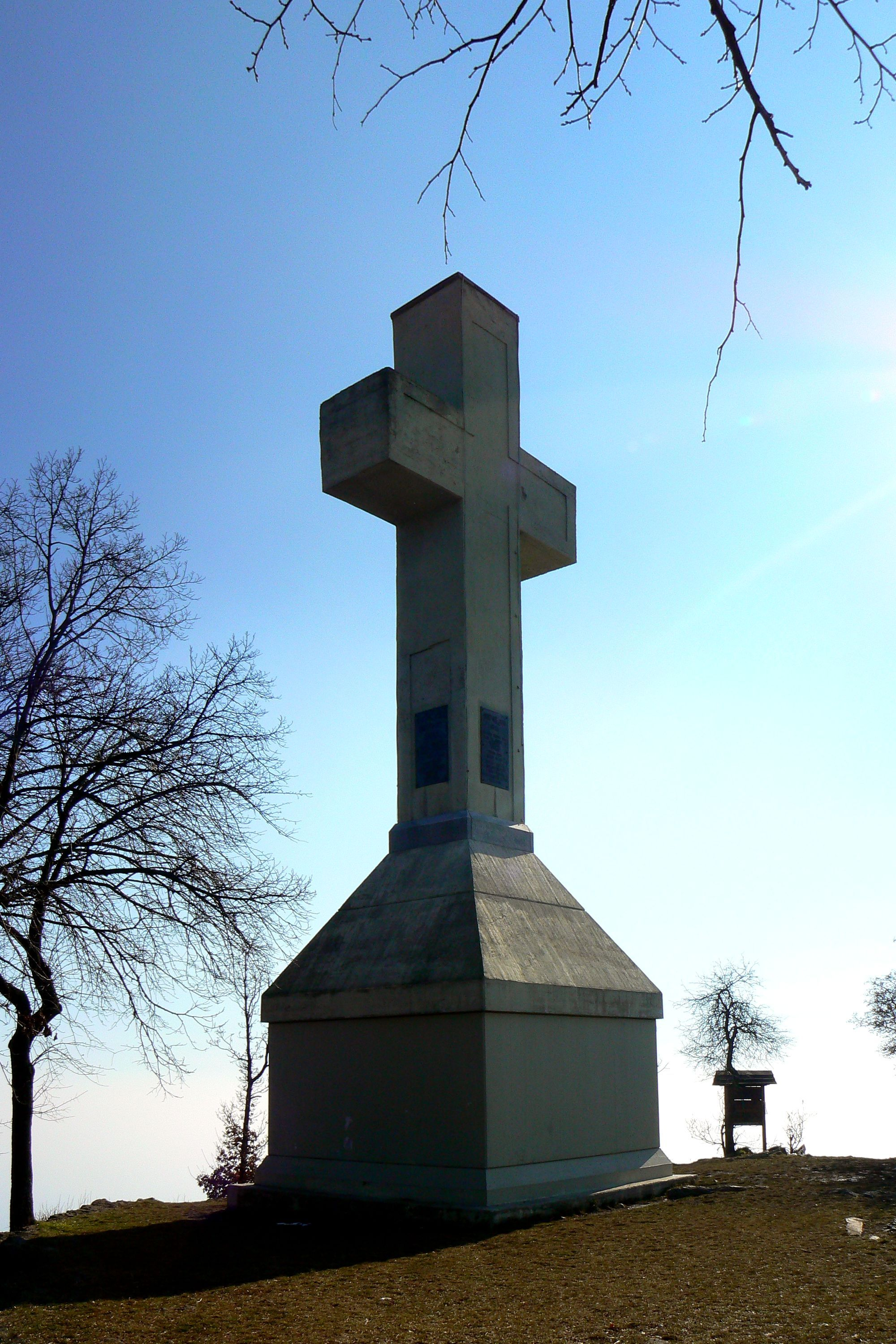
Crucea comemorativă

Monte Musinè este un munte din Alpii Graici. Situat la 12 km de Torino, acest munte depășește altitudinea de 1.000 m deasupra n.m.. Altitudinea maximă este de 1.150 m.